# Víctor Unamuno
Víctor Unamuno Ibarzabal, né le 21 mai 1909 à Bergara et mort le 20 mai 1988 à Durango, est un footballeur espagnol des années 1920, 1930 et 1940.

## Biographie
Víctor Unamuno Ibarzabal évolue comme attaquant. Né dans le pays basque, il commence sa carrière dans le club de l'Athletic Bilbao, de 1928 à 1933. Avec cette équipe il remporte deux Liga (1930 et 1931) et quatre coupes d'Espagne de suite (de 1930 à 1933). 
De 1933 à 1936, il joue dans le club sévillan du Real Betis. Lors de ces trois saisons, il remporte une Liga en 1935.
Mais la Guerre civile espagnole interrompt sa carrière et le championnat espagnol. Il retourne par la suite dans sa terre natale et son ancien club, l'Athletic Bilbao. De 1939 à 1942, il ne remporte rien, mais lors de la saison 1939-1940, il termine tout de même meilleur buteur du championnat avec 20 buts.
En tout, il dispute 144 matchs en Liga pour 101 buts inscrits.

## Clubs
- 1928–1933 :  Athletic Bilbao
- 1933–1936 :  Real Betis
- 1939–1942 :  Athletic Bilbao

## Palmarès
- Championnat d'Espagne de football
  - Champion en 1930, en 1931 et en 1935
  - Vice-champion en 1932, en 1933 et en 1941

- Coupe d'Espagne de football
  - Vainqueur en 1930, en 1931, en 1932 et en 1933
  - Finaliste en 1942

- Meilleur buteur du championnat d'Espagne
  - Récompensé en 1940